# Михайлове (Молодечненський район)
Михайлове (біл. вёска Міхайлава) — село в складі Молодечненського району Мінської області, Білорусь. Село підпорядковане Городилівській сільській раді, розташоване в західній частині області.